# Kyūsaku Ogino
Kyūsaku Ogino (荻野 久作?, Ogino Kyūsaku; Toyohashi, 25 marzo 1882 – Yorii, 1º gennaio 1975) è stato un ginecologo giapponese, scopritore, nel 1924, della legge fisiologica che porta il suo cognome (Legge di Ogino), secondo la quale nella donna l'ovulazione (liberazione dell'ovulo dall'ovaia) avviene di solito una sola volta nell'arco del ciclo mestruale, ossia fra il dodicesimo ed il sedicesimo giorno dall'inizio della mestruazione.

## Biografia
Gli studi intrapresi da Ogino avevano come scopo l'individuazione di periodi di particolare fertilità nella donna, in modo da garantire alle coppie che volessero avere un figlio migliori possibilità.
Nel 1928, il ginecologo austriaco Hermann Knaus, confermava e precisava la scoperta di Ogino, cambiandone però lo spirito e mutandola in un metodo contraccettivo. Fu così che nacque il Metodo Ogino-Knaus, detto anche "ritmico" o "ciclico". Esso consiste nel prevedere di volta in volta, mediante un calcolo statistico dei precedenti cicli mestruali, il periodo dell'ovulazione, quello cioè in cui la fecondazione è possibile.
Ma l'applicazione di tale metodo su vasta scala si è dimostrato difficile ed ha portato a un gran numero di insuccessi: è macchinosa, richiede autodisciplina da parte della coppia e non è valida quando, come spesso accade, i cicli mestruali sono irregolari.
Fra i metodi di limitazione delle nascite, quello messo a punto da Ogino-Knaus fu ammesso dalla Chiesa cattolica nel 1951.